# Giovanni Colbran
Giovanni Colbran, pseudonimo di Juan Colbran (Nava del Rey, 24 settembre 1751 – Bologna, 8 aprile 1820), è stato un violinista spagnolo attivo presso la Cappella Reale della corte spagnola.

## Biografia

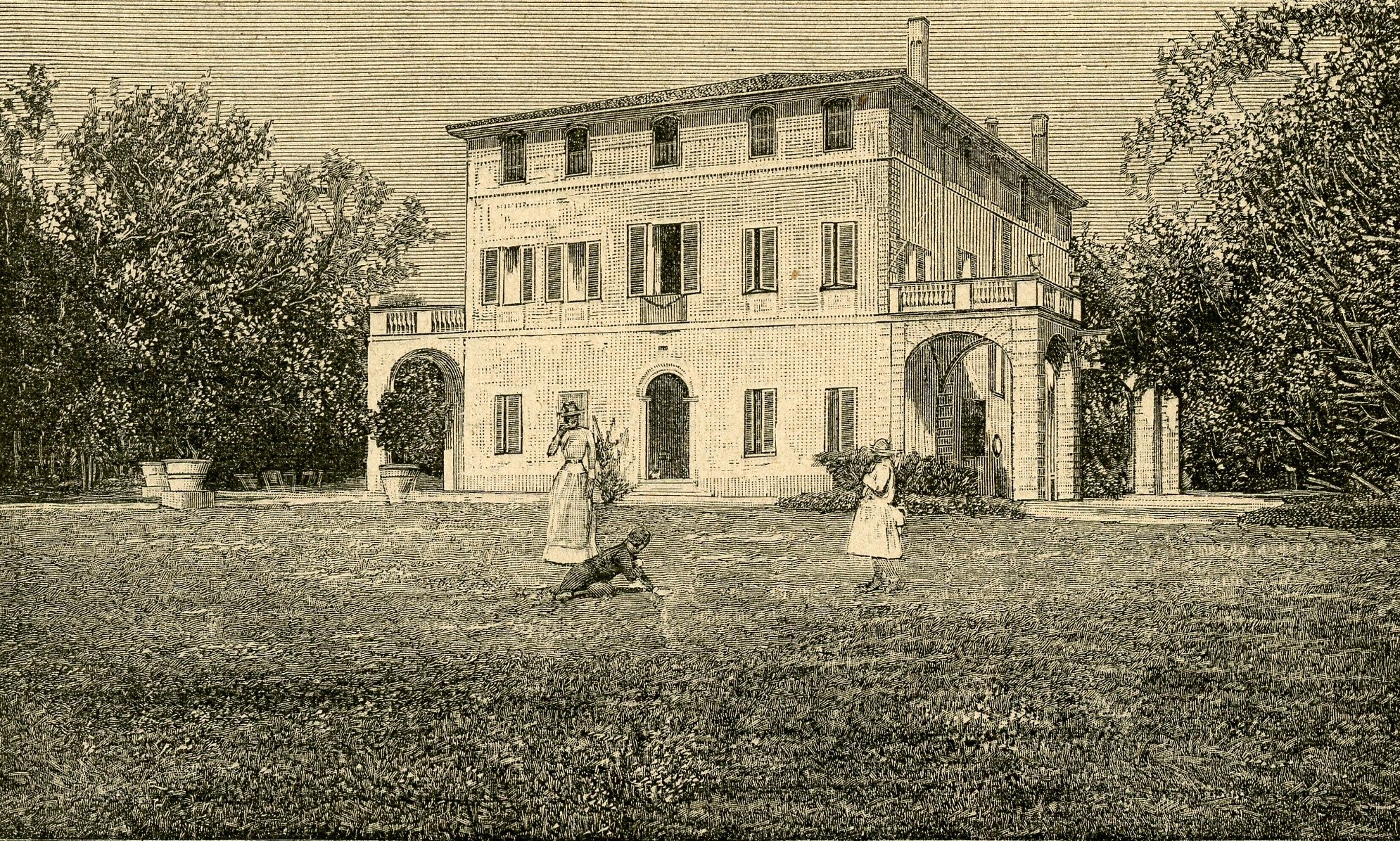
La Villa Rossini Colbran a Castenaso

Di lontane origini britanniche, francesi e italiane, a inizio Ottocento lasciò la Spagna per favorire la carriera della figlia Isabella, destinata a diventare celebre. Viaggiarono in Francia e in Italia.
Colbran nel 1812 si installò a Castenaso, nei pressi di Bologna, in una villa che sarà ricordata come villa Rossini e di cui rimangono pochi resti dalle distruzioni della seconda guerra mondiale.
È sepolto nel monumento di famiglia alla Certosa di Bologna, realizzato nel 1823 in stile neoclassico dal Del Rosso di Carrara. Sul monumento, un rilievo raffigura Isabella, seduta e affranta, che guarda verso il busto del padre su una colonna decorata a festoni, mentre un puttino suona la lira.